# Agustín Cueva
Agustín Cueva Dávila (Ibarra, 1937-Quito, 1 de mayo de 1992) fue un sociólogo ecuatoriano.

## Biografía
Agustín Alberto Cueva Dávila nació el 23 de septiembre de 1937 en la ciudad de Ibarra, provincia de Imbabura, Ecuador, hijo de Rosa María Dávila, lugareña, y del político lojano Agustín Cueva Sanz, presidente de la Asamblea Constituyente de 1928, hijo de Manuel Benigno Cueva (igualmente lojano, vicepresidente del Ecuador en el periodo de Eloy Alfaro, 1897-1899). Cueva Sanz falleció en la misma Ibarra en 1938.
Después de haber trabajado sobre la sociedad ecuatoriana desde el punto de vista cultural (con el libro "Entre la ira y la esperanza", el de mayor difusión en el Ecuador, incluso post mortem) y sociológico ("El proceso de dominación política en el Ecuador", debatido por su visión del populismo velasquista), Agustín Cueva Dávila, ya residiendo en México (1972-1990 aproximadamente, después de dos años de residencia en Concepción, Chile, 1970-1972), incursionó desde una perspectiva marxista en el debate sobre la teoría de la dependencia, siendo  crítico de la misma a finales de los años '70. Estuvo vinculado a numerosas polémicas de la sociología y algunas pocas literarias tanto en su país como en América Latina en general, hasta los años '80, cuando alertó sobre la instalación del conservadurismo en Occidente y la cooptación de buena parte de la intelectualidad latinoamericana. Obtuvo un reconocimiento de Editorial siglo XXI (en un premio ensayo) por su obra El desarrollo del capitalismo en América Latina, un clásico de la enseñanza sociológica latinoamericanista en México, poco conocido en el Ecuador, en el cual propone una visión marxista de la transición latinoamericana al capitalismo a finales del siglo XIX, por la vía "junker", "prusiana" o "reaccionaria" (retomando así la polémica de Lenin sobre las vías de transición al capitalismo en "El desarrollo del capitalismo en Rusia"), y explora posteriormente sus consecuencias, hasta bien entrado el siglo XX. Se apega a la teoría de la formación social como coexistencia de modos de producción, colocándose así a distancia del dependentismo, para el cual la penetración del capitalismo en la región es mucho más temprana y homogeneizante (el dependentismo no trabajó con varias categorías marxistas que recuperó Agustín Cueva Dávila). Esa distancia está refrendada en por lo menos dos obras, "Teoría social y procesos políticos en América Latina", en la cual se explican claramente las críticas al dependentismo, sin rechazarlo empero por entero, contra lo que sostienen algunos de sus autores, y "La teoría marxista", que recoge varias categorías marxistas ajenas a la teoría de la dependencia. Además de haber escrito numerosos ensayos sobre la problemática social, política y cultural (en ocasiones como sociólogo de la literatura) de la región, fue presidente de la Asociación Latinoamericana de Sociología y Jefe de la División de Estudios Superiores de la Facultad de Ciencias Políticas y Sociales de la UNAM.

## Fallecimiento
Agustín Cueva Dávila falleció en Quito, el primero de mayo de 1992, luego de una prolongada enfermedad, causada por un cáncer pulmonar. La alemana Erika Hanekamp, integrante del Comité Ecuménico de Proyectos (CEP), lo cuidó en sus últimos años y días en el Ecuador, a donde Cueva Dávila regresó desde México por su enfermedad y para fallecer.

## Matrimonios y descendencia
Casado en primeras nupcias con la crítica literaria e investigadora francesa muy largamente radicada en América Latina (desde 1963, en Ecuador, Chile y México), Françoise Pérus, con quien procreó un hijo, de nombre Marcos Cueva Perus, para posteriormente unirse con dos colegas más, cada una a su tiempo: la socióloga brasileña Teresinha Guadalupe Bertussi, Andorinha, y la alemana Erika Hanekamp, la misma que lo acompañó hasta el lecho de muerte.

## Legado
Algunas sus obras han sido objeto de traducciones (sobre todo El desarrollo del capitalismo en América Latina, que ha llegado incluso a lenguas asiáticas, como el japonés y el coreano), distintas recopilaciones en el Ecuador, entre ellas oficiales ("Agustín Cueva: ensayos sociológicos y políticos", por el Ministerio de Coordinación de la Política y Gobiernos Autónomos Descentralizados, durante el gobierno del presidente Rafael Correa Delgado) y de estudios tanto en el Ecuador como en el extranjero, en especial en Argentina, por parte de María Fernanda Beigel y de Andrés Tzeiman.
Una calle de Quito (c. Carcelén y Mastodontes) lleva el nombre de Agustín Cueva, al igual que una Unidad Educativa de la Universidad Técnica del Norte (UTN).

## Premios y distinciones
Poco antes de su deceso, Agustín Cueva Dávila se hizo acreedor al Premio Nacional Eugenio Espejo 1991 a la actividad científica, que otorga el gobierno ecuatoriano.

## Obra
1. Entre la Ira y la Esperanza, 1967.
2. El proceso de dominación política en el Ecuador, 1972.
3. El desarrollo del capitalismo en América Latina, 1977.
4. Teoría social y procesos políticos en América Latina, 1979.
5. Lecturas y rupturas, 1986.
6. La teoría marxista, 1987.
7. Tiempos conservadores. América Latina y la derechización de Occidente -compilador-, 1987.
8. Las democracias restringidas de América Latina en la frontera de los años 90, 1989.